# Shakha

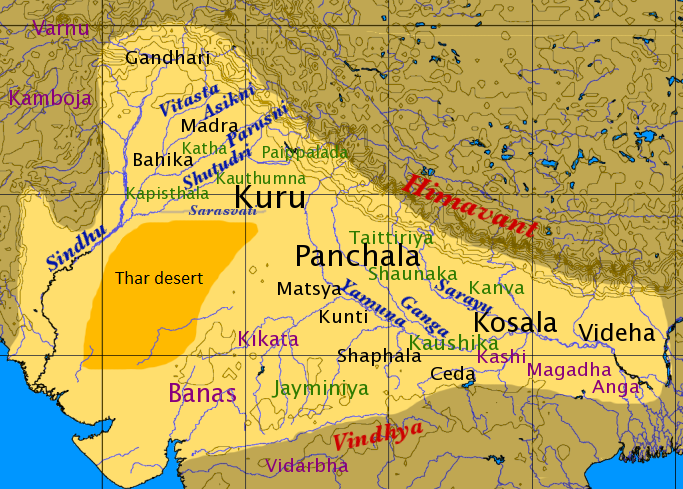
Mapa de la India en la época védica (en plena Edad del Hierro), según el historiador Witzel (1989). Los nombres en color verde indican las localizaciones hipotéticas de las shakhas védicas.

La palabra sánscrita shakha ―literalmente ‘rama’ o ‘miembro’― es una escuela de recitación de alguna de las numerosas recensiones o versiones de los cuatro Vedas. A los recitadores de una determinada shakha se les llama shakhas, o más correctamente charanas.

## Nombre sánscrito
- śākhā, en el sistema AITS (alfabeto internacional para la transliteración del sánscrito).[1]
- शाखा, en escritura devanagari del sánscrito.[1]
- Pronunciación: /shákJa/ en sánscrito[1]
- Etimología: proviene de una raíz artificial (o sea, creada para explicar este término) ślākh: penetrar, difundirse (como las ramas de un árbol).[1]

## Divisiones
El sabio Saunaka en su Charana-viuja enumera las shakhas que corresponden a cada Veda:
- 5 para el Rig-veda: Sakala, Baskala, Asualaiana, Sankaiana, Mandukaiana
- 42 o 44 para el Iáyur-veda (en el pasado habrían existido 86).
- 12 para el Sama-veda (aunque la tradición dice que en el pasado existieron mil).
- 9 para el Atarva-veda.

Solo han sobrevivido un pequeño número de sakhas.
La única versión del Rig-veda que se conoce en la actualidad es la de la shakha Shakala (y sobreviven fragmentos de la shakha Baskala).
- del Iáyur-veda se conocen cinco shakhas (y fragmentos de una sexta): Vajasaneyi, Madhandina, Kanva, Taitiríia, Maitraiani, Charaka-katha, Katha-Kapisthala
- del Sama-veda se conocen dos versiones: Yaiminíia y Kauthuma,
- del Atharva-veda se conocen dos versiones: Saunakíia y Paipalada.

En lo que respecta al texto de los Vedas (los mantras), las diferencias entre las shakhas son pequeñas, excepto en el Atharva-veda. La tradición era Paippalāda se discontinuó, y su texto es conocido solo por un manuscrito descubierto en el siglo XIX. Tanto las tradiciones Shaunakiya y Paippalāda contienen corrupción textual, por lo que el texto original del Atharva-veda solo puede conocerse de manera aproximada mediante una comparación entre los dos. La versión Bashkala del Rig-veda contiene un texto Khilani que no está presentes en el texto de la versión Shakala.
Existen comentarios asociados a los Vedas llamados Bráhmanas. Estos textos son independientes en cada shakha, por lo que parece que la formación de las shakhas en la India védica coincide con el comienzo del período brahmánico del sánscrito védico (aproximadamente el siglo X a. C.).
- Rig-veda: la shakha Shakala tiene el bráhmana Aitareia, la shakha Baskala tiene el bráhmana Kausitaki.
- Iáyur-veda: sus shakhas se dividen en «blanco» y «negro». Las versiones de los textos blancos tienen Bráhmanas separados, mientras que las versiones negras tiene sus Bráhmanas intercalados entre los mantras.
- Iáyur-veda blanco: Vajasaneyi Madhyandina, Vajasaneyi-kanva: Shatapatha-bráhmana
- Iáyur-veda negro: Taitiríia-samjita, con un bráhmana adicional, el Taitiriya-bráhmana, Maitrayani-samhita, Charaka-katha samhita, kapiṣṭhala-katha samhita.
- Sama-veda: la shakha Kauthuma tiene el PB, el Sadva-Brahmana; la shakha Yaiminíia tiene el Yaiminiia-bráhmana.
- Atharva-veda: no se conoce ningún bráhmana de la shakha Shaunaka; posiblemente el Paippalāda está asociado con el Gopatha-bráhmana.

Similar a los Bráhmanas, cada shakha tiene Araniakas, Srauta-sutras, Grijia-sutras y Upanishads independientes.